# Serra Talhada
Serra Talhada é um município brasileiro do estado de Pernambuco. É conhecido como a capital do xaxado e fica a 415 km da capital pernambucana, Recife. É o segundo município mais importante do Sertão de Pernambuco, depois de Petrolina, e o principal município da Região Geográfica Intermediária de Serra Talhada; polo em saúde, educação e comércio. É a terra natal de Virgulino Ferreira da Silva, o Lampião, também conhecido como "Rei do Cangaço". Sua população, conforme dados do IBGE de 2024, era de 98 143 habitantes.

## Etimologia
O nome "Serra Talhada" deriva do nome de uma serra presente no município, cujo formato dá a ideia de que foi cortada a prumo. Originalmente, deu nome à fazenda de criação do português Agostinho Nunes de Magalhães e, muito tempo depois, ao município nela originado.

## História

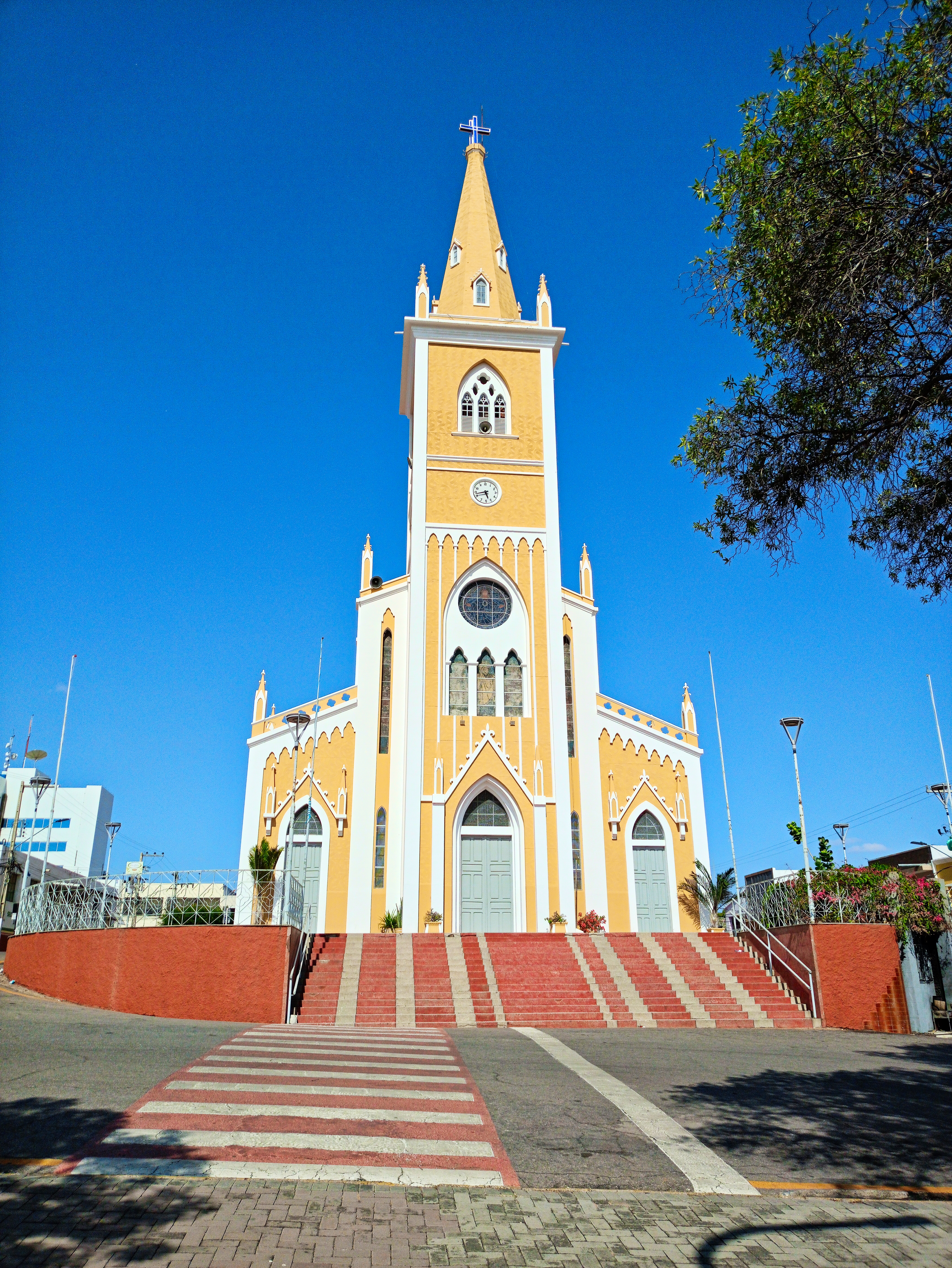
Fachada da Igreja de Nossa Senhora da Penha

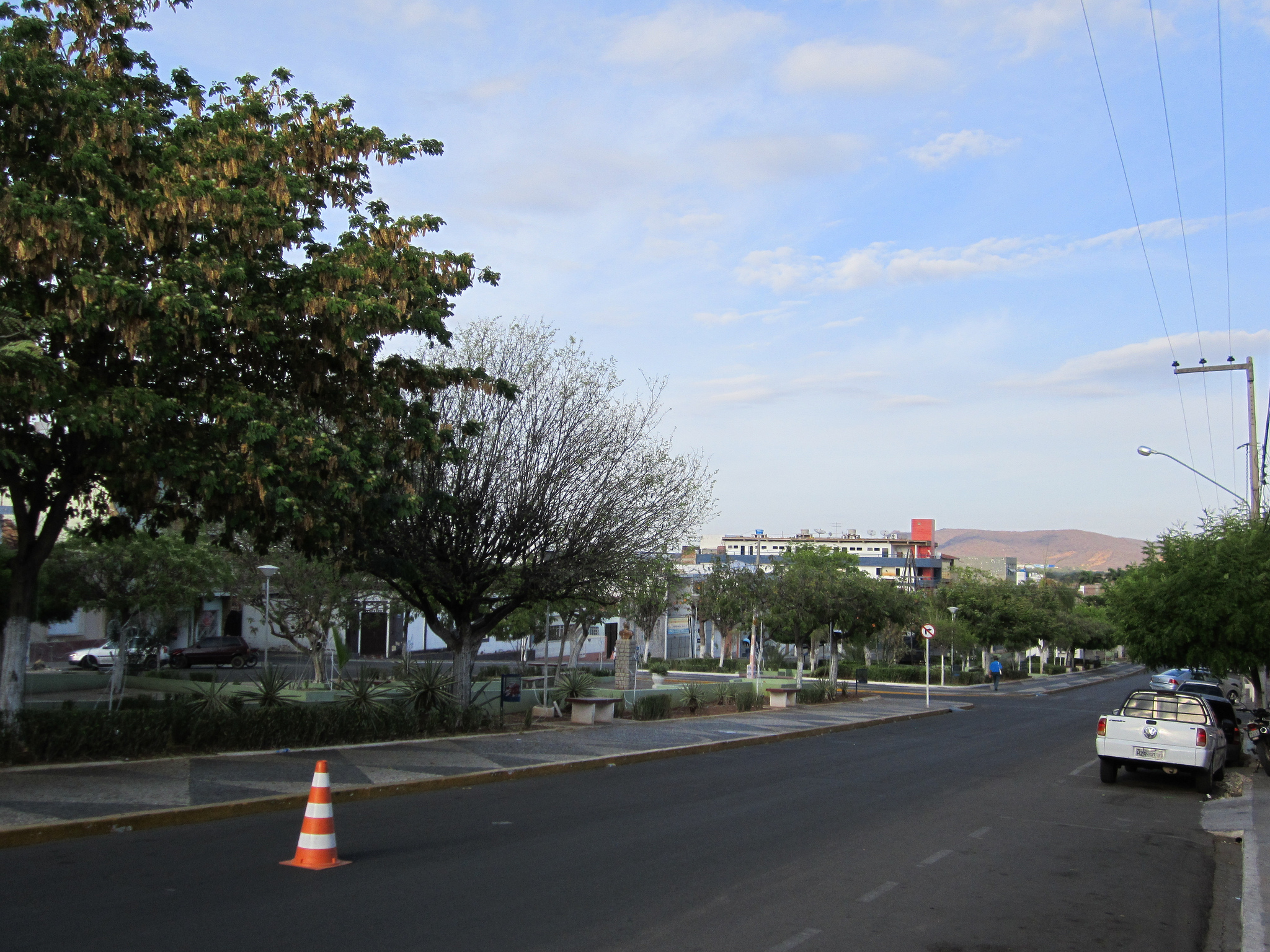
Praça Barão do Pajeú

O povoamento do Sertão Pernambucano ocorreu a partir de meados do século XVII, após a expulsão dos holandeses, por meio da pecuária, tendo sido realizado predominantemente por vaqueiros baianos. Os colonizadores dessa parte de Pernambuco estavam ligados ao latifúndio da Casa da Torre.
No século XVIII, a pecuária alcançou o vale do Rio Pajeú, habitada pelos indígenas cariris. Foi neste contexto que chegou, em meados dos setecentos, o português Agostinho Nunes de Magalhães, que arrendou quatro fazendas na região da Casa da Torre e cujos primeiros tributos foram pagos em abril de 1757. Uma destas propriedades rurais era a "Fazenda Serra Talhada", situada no sopé da serra de mesmo nome. Agostinho teve, com uma índia cariri, os filhos Joaquim, Pedro, Damião, Manoel e Filadelfa.
A fazenda Serra Talhada estava situada no ponto de encontro entre importantes rotas que levavam aos currais e feiras de gado do Ceará, Paraíba e Bahia e neste lugar passou a acontecer a Feira Livre de Serra Talhada, realizada pela primeira vez em 10 de fevereiro de 1778, uma segunda-feira, e vem ocorrendo desde então em todas as segundas, até hoje. Foi aí que surge a vocação mercantilista do município.
Por volta de 1789 a 1790, foi construída, próxima à feira, uma capela em louvor a Nossa Senhora da Penha, pelos escravos de Filadelfa Nunes de Magalhães (filha de Agostinho), a mandante da construção. Ao seu redor, formou-se um povoado de vaqueiros, feirantes e tropeiros.
A Lei Provincial n° 52, de 18 de abril de 1838, elevou o povoado à categoria de Freguesia de Vila Bela, subordinada à Vila de Flores.
Em 1848, estourou na Província de Pernambuco a Revolução Praieira. Na vila de Flores, este movimento opôs liberais e conservadores em relação à posse do Juiz de Paz e vereadores, gerando, em 18 de novembro, um conflito entre ambas as partes, o qual durou 48 horas, com a rendição dos liberais.
Vila Bela apoiou os conservadores e se beneficiou com isso, pois a Lei Provincial nº 280, de 6 de maio de 1851, desmembrou de Flores a Freguesia de Vila Bela e a elevou à categoria de vila. Com a sua instalação, ocorrida em 9 de dezembro do mesmo ano, a vila passou a ter autonomia própria e uma Câmara municipal, cujo primeiro presidente foi Manoel Pereira da Silva, Comendador da Imperial Ordem da Rosa e neto do fidalgo da Casa da Torre José Carlos Rodrigues e de sua esposa Ana Joana Pereira da Cunha, fundadores das históricas Fazendas Sabonete, Carnaúba e patriarcas da poderosa família Pereira, senhores e barões de toda a ribeira do Pajeú.
Em 1893, tomou posse o primeiro intendente de Vila Bela, Andrelino Pereira da Silva, o Barão do Pajeú. Por meio da Lei Estadual n.º 991, de 1° de julho de 1909, Vila Bela foi elevada à categoria de cidade.
Em 15 de junho de 1939, o então governador de Pernambuco, o serratalhadense Agamenon Magalhães, altera o município de Vila Bela para Serra Talhada.

## Geografia

### Distritos
Compõem o município nove distritos: Serra Talhada (sede), Bernardo Vieira, Caiçarinha da Penha, Logradouro, Luanda, Logradouro, Pajeú, Santa Rita, Tauapiranga e Varzinha.

### Transportes
A cidade possui um aeródromo regional, o Aeroporto Santa Magalhães, com expectativa de iniciar a operação de voos regulares para Recife a partir de fevereiro de 2019.

### Clima
- Tipo de clima: Semiárido
- Precipitação pluviométrica: 686 mm/ano
- Temperatura média anual: 25 °C
- Meses chuvosos: janeiro a abril

Conforme dados da estação meteorológica automática do Instituto Nacional de Meteorologia (INMET) no município, em operação desde 9 de julho de 2008, a menor temperatura registrada em Serra Talhada foi de 14,8 °C em 18 de julho de 2017, superando o recorde anterior de 15 °C em 20 de julho de 2010, e a maior chegou aos 38,8 °C em 25 de outubro de 2023. Em 24 horas o maior acumulado de precipitação atingiu 125 milímetros (mm) em 9 de abril de 2010. A maior rajada de vento atingiu 23,9 m/s (86 km/h) em 4 de maio de 2011. O menor índice de umidade relativa do ar (URA) foi apenas 9% em 16 de outubro de 2020.
| Dados climatológicos para Serra Talhada | Dados climatológicos para Serra Talhada | Dados climatológicos para Serra Talhada | Dados climatológicos para Serra Talhada | Dados climatológicos para Serra Talhada | Dados climatológicos para Serra Talhada | Dados climatológicos para Serra Talhada | Dados climatológicos para Serra Talhada | Dados climatológicos para Serra Talhada | Dados climatológicos para Serra Talhada | Dados climatológicos para Serra Talhada | Dados climatológicos para Serra Talhada | Dados climatológicos para Serra Talhada | Dados climatológicos para Serra Talhada |
| Mês | Jan                                     | Fev                                     | Mar                                     | Abr                                     | Mai                                     | Jun                                     | Jul                                     | Ago                                     | Set                                     | Out                                     | Nov                                     | Dez                                     | Ano                                     |
| --- | --------------------------------------- | --------------------------------------- | --------------------------------------- | --------------------------------------- | --------------------------------------- | --------------------------------------- | --------------------------------------- | --------------------------------------- | --------------------------------------- | --------------------------------------- | --------------------------------------- | --------------------------------------- | --------------------------------------- |
| Temperatura máxima recorde (°C) | 37,2                                    | 37,5                                    | 38                                      | 36,2                                    | 35,1                                    | 35,2                                    | 33,8                                    | 37,3                                    | 38,6                                    | 38,8                                    | 38,6                                    | 38,2                                    | 38,8                                    |
| Temperatura máxima média (°C) | 34                                      | 33,3                                    | 33                                      | 32,5                                    | 31,8                                    | 30,7                                    | 30,6                                    | 31,8                                    | 33,4                                    | 35                                      | 35,3                                    | 34,8                                    | 33                                      |
| Temperatura média compensada (°C) | 27,3                                    | 26,4                                    | 26,1                                    | 25,6                                    | 25                                      | 23,8                                    | 23,3                                    | 24,2                                    | 26                                      | 27,6                                    | 28,2                                    | 28                                      | 26                                      |
| Temperatura mínima média (°C) | 22                                      | 21,8                                    | 21,6                                    | 21,5                                    | 21                                      | 20                                      | 19,3                                    | 19,3                                    | 20,1                                    | 21,2                                    | 21,9                                    | 22,2                                    | 21                                      |
| Temperatura mínima recorde (°C) | 18,2                                    | 18,2                                    | 18                                      | 18,3                                    | 16,6                                    | 15,7                                    | 14,8                                    | 15,5                                    | 16,1                                    | 18,1                                    | 18,5                                    | 18,3                                    | 14,8                                    |
| Precipitação (mm) | 92                                      | 128                                     | 150,3                                   | 121                                     | 64,3                                    | 27,2                                    | 24,9                                    | 7,1                                     | 2,1                                     | 9,5                                     | 28,4                                    | 37,4                                    | 692,2                                   |
| Dias com precipitação (≥ 1 mm) | 6                                       | 8                                       | 9                                       | 7                                       | 5                                       | 3                                       | 3                                       | 1                                       | 0                                       | 1                                       | 2                                       | 3                                       | 48                                      |
| Fonte: INMET (recordes de temperatura: 09/07/2008-presente) e Atlas Climatológico do Estado de Pernambuco (médias de temperatura e precipitação: 1991-2020) |                                         |                                         |                                         |                                         |                                         |                                         |                                         |                                         |                                         |                                         |                                         |                                         |                                         |

## Economia

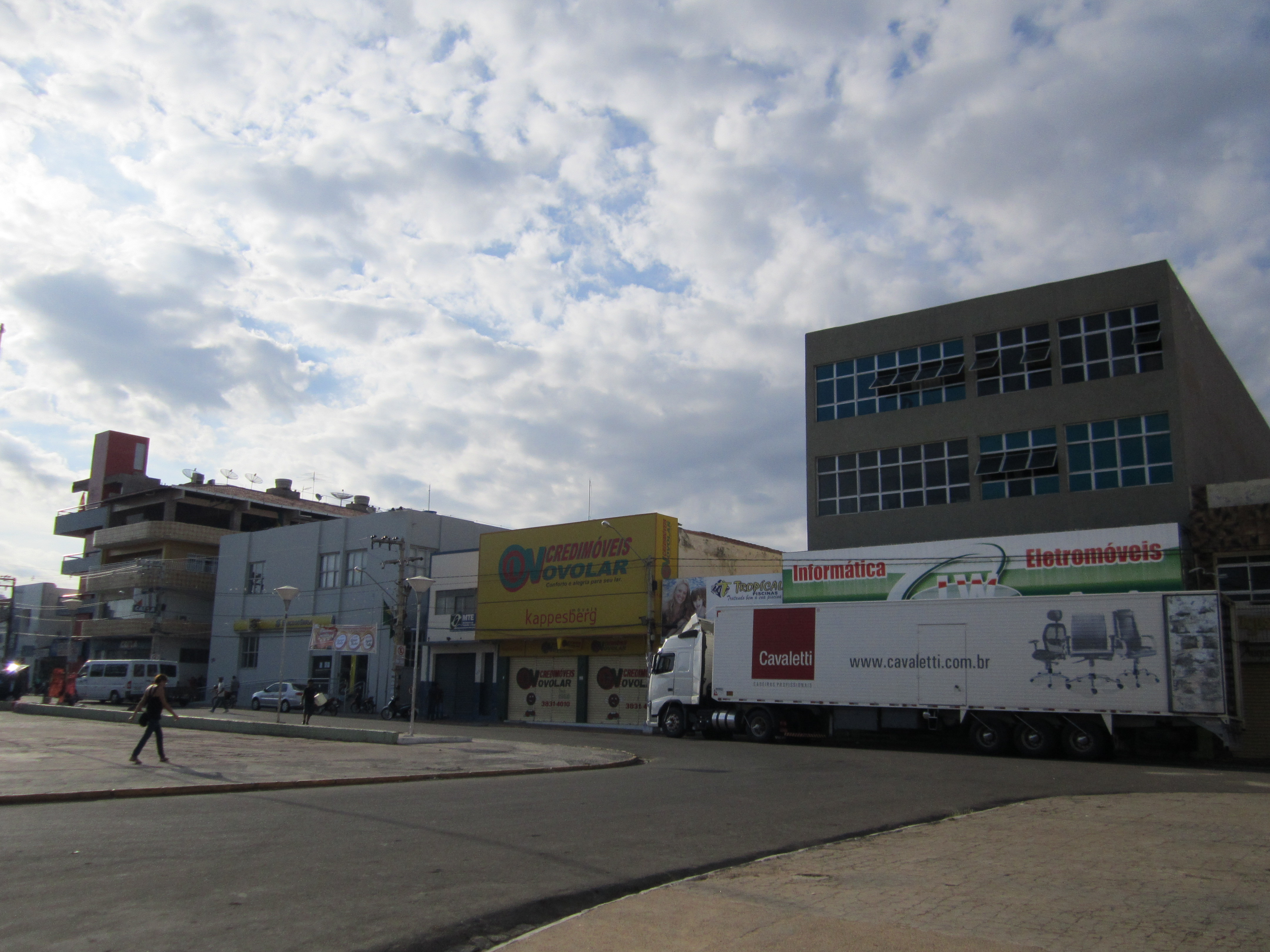
Pontos comerciais na cidade

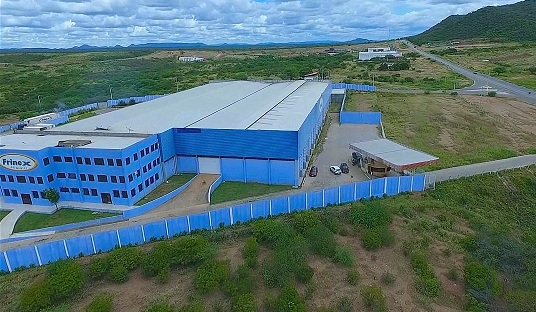
Frinex, Serra Talhada

A cidade de Serra Talhada é a mais próspera do Sertão do Pajeú e polo econômico dessa microrregião pernambucana. A importante infraestrutura urbana de Serra Talhada a coloca numa posição privilegiada, sendo um centro em pleno desenvolvimento na área de comércio, lazer e cultura. Segundo dados do IBGE relativos à 2014,  o Produto Interno Bruto  (PIB) de Serra Talhada foi de R$ 1 247 288 mil, o que correspondia ao 18° maior PIB de Pernambuco e o segundo maior PIB do Sertão de Pernambuco, ficando atrás apenas de Petrolina.

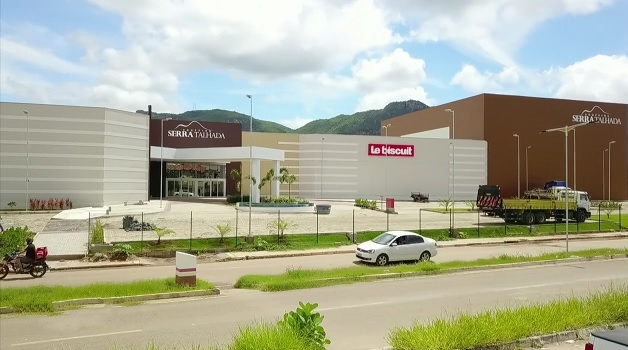
Shopping Serra Talhada